# Renanué
Renanué es una localidad española perteneciente a la Entidad Local Menor de San Feliu de Veri, municipio de Bisaurri, en la Ribagorza, provincia de Huesca, Aragón. Su lengua propia es el patués.

## Lugares de interés
- Iglesia románica del siglo XII con dos capillas laterales del XVII y torre campanario posterior.[1][2]
- Casa de Fadas, en lo alto del coll de Fadas, de arquitectura popular de los siglos XVI y XVII.[1][2]
- Iglesia de San Isidrio, de estilo románico, junto a la casa de Fadas.[1]